# Thevet-Saint-Julien
Thevet-Saint-Julien est une commune française située dans le département de l'Indre, en région Centre-Val de Loire.

## Géographie

### Localisation
- 1Carte dynamique
- 2Carte OpenStreetMap
- 3Carte topographique
- 4Carte avec les communes environnantes

La commune est située dans le sud-est du département, dans la région naturelle du Boischaut Sud.
Les communes limitrophes sont : La Berthenoux (3 km), Lourouer-Saint-Laurent (5 km), Verneuil-sur-Igneraie (5 km), Saint-Christophe-en-Boucherie (6 km), Vicq-Exemplet (6 km), Montlevicq (7 km) et Lacs (7 km).
Les communes chefs-lieux et préfectorales sont : La Châtre (9 km), Châteauroux (34 km), Issoudun (35 km) et Le Blanc (77 km).

### Hameaux et lieux-dits
Les hameaux et lieux-dits de la commune sont : la Brunerie, Breuillebaud, les Robins et Boisbillon.

### Géologie et hydrographie
La commune est classée en zone de sismicité 2, correspondant à une sismicité faible.
Le territoire communal est arrosé par la rivière Igneraie.

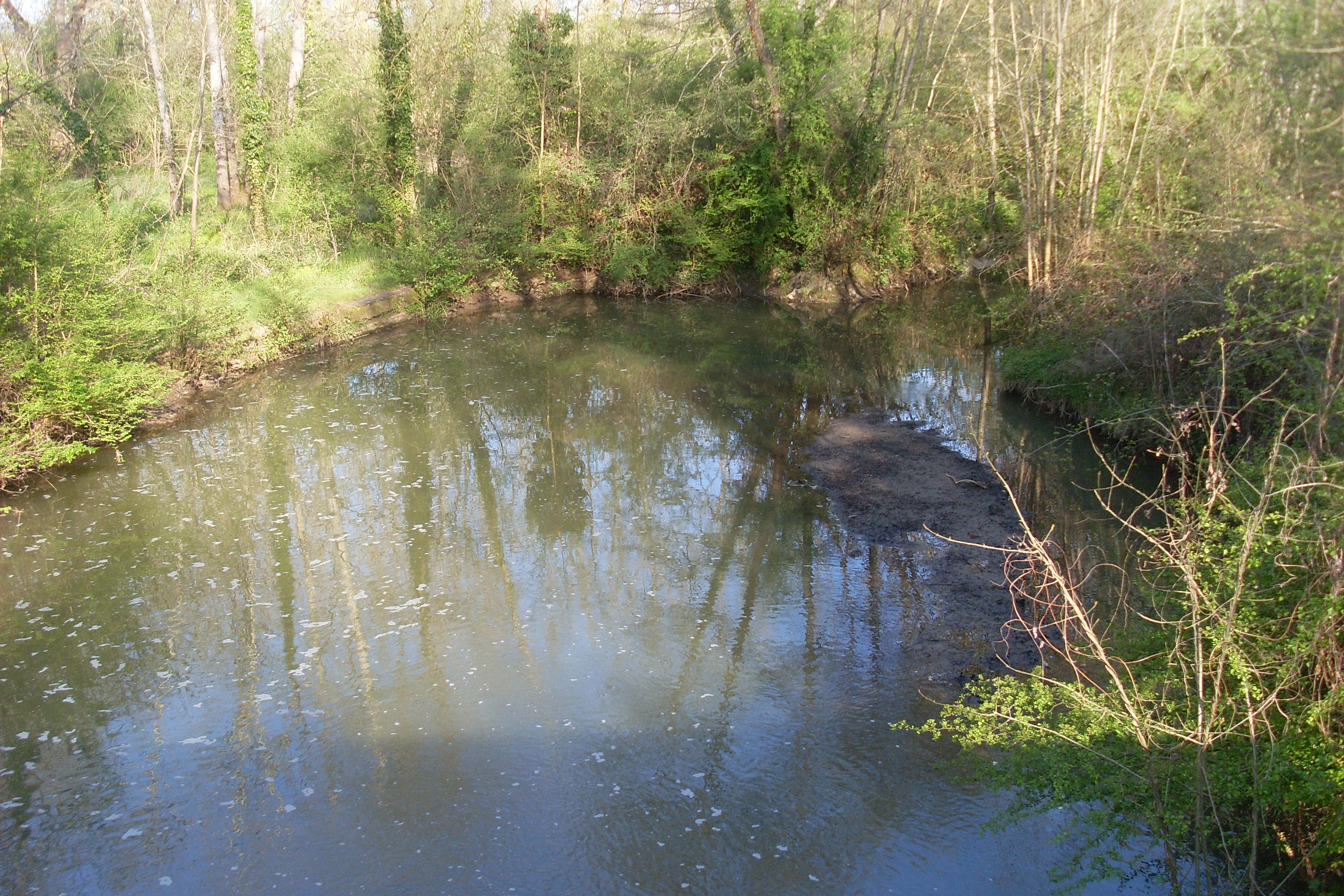
La rivière Igneraie en 2011.

### Climat
Pour des articles plus généraux, voir Climat du Centre-Val de Loire et Climat de l'Indre.
En 2010, le climat de la commune est de type climat océanique dégradé des plaines du Centre et du Nord, selon une étude du CNRS s'appuyant sur une série de données couvrant la période 1971-2000. En 2020, Météo-France publie une typologie des climats de la France métropolitaine dans laquelle la commune est exposée à un climat océanique altéré et est dans la région climatique Ouest et nord-ouest du Massif Central, caractérisée par une pluviométrie annuelle de 900 à 1 500 mm, maximale en automne et en hiver.
Pour la période 1971-2000, la température annuelle moyenne est de 11,4 °C, avec une amplitude thermique annuelle de 15,3 °C. Le cumul annuel moyen de précipitations est de 805 mm, avec 11,5 jours de précipitations en janvier et 7,3 jours en juillet. Pour la période 1991-2020, la température moyenne annuelle observée sur la station météorologique de Météo-France la plus proche, « St-christophe », sur la commune de Saint-Christophe-en-Boucherie à 6 km à vol d'oiseau, est de 11,9 °C et le cumul annuel moyen de précipitations est de 850,4 mm,. Pour l'avenir, les paramètres climatiques de la commune estimés pour 2050 selon différents scénarios d'émission de gaz à effet de serre sont consultables sur un site dédié publié par Météo-France en novembre 2022.

### Voies de communication et transports
Le territoire communal est desservi par les routes départementales : 68, 69, 72, 940 et 951BIS.
La gare ferroviaire la plus proche est la gare de Châteauroux, à 37 km.
Thevet-Saint-Julien est desservie par la ligne E du Réseau de mobilité interurbaine.
L'aéroport le plus proche est l'aéroport de Châteauroux-Centre, à 41 km.
Le territoire communal est traversé par le sentier de grande randonnée de pays : Sur les pas des maîtres sonneurs.

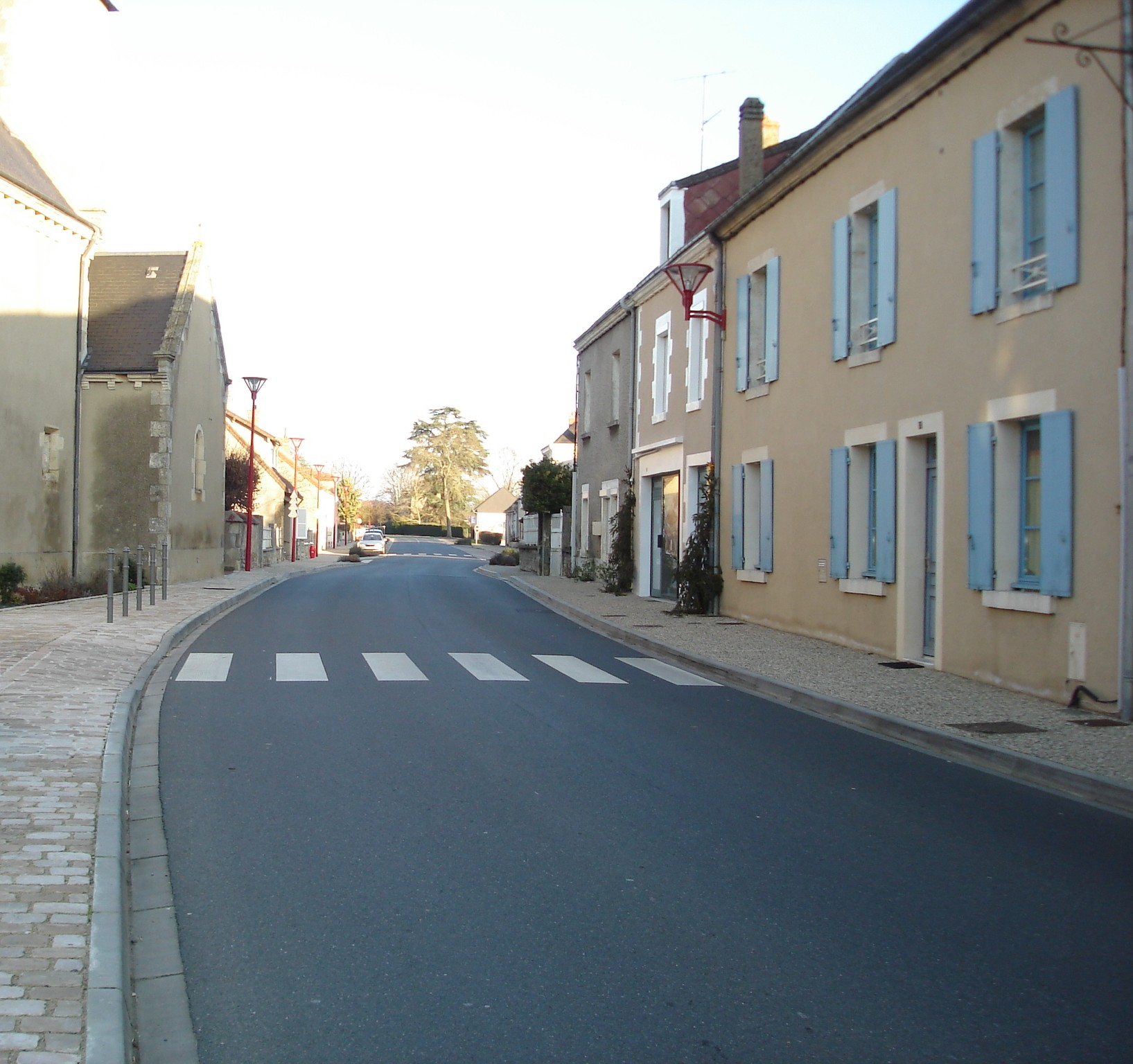
La route de Bourges en 2012.
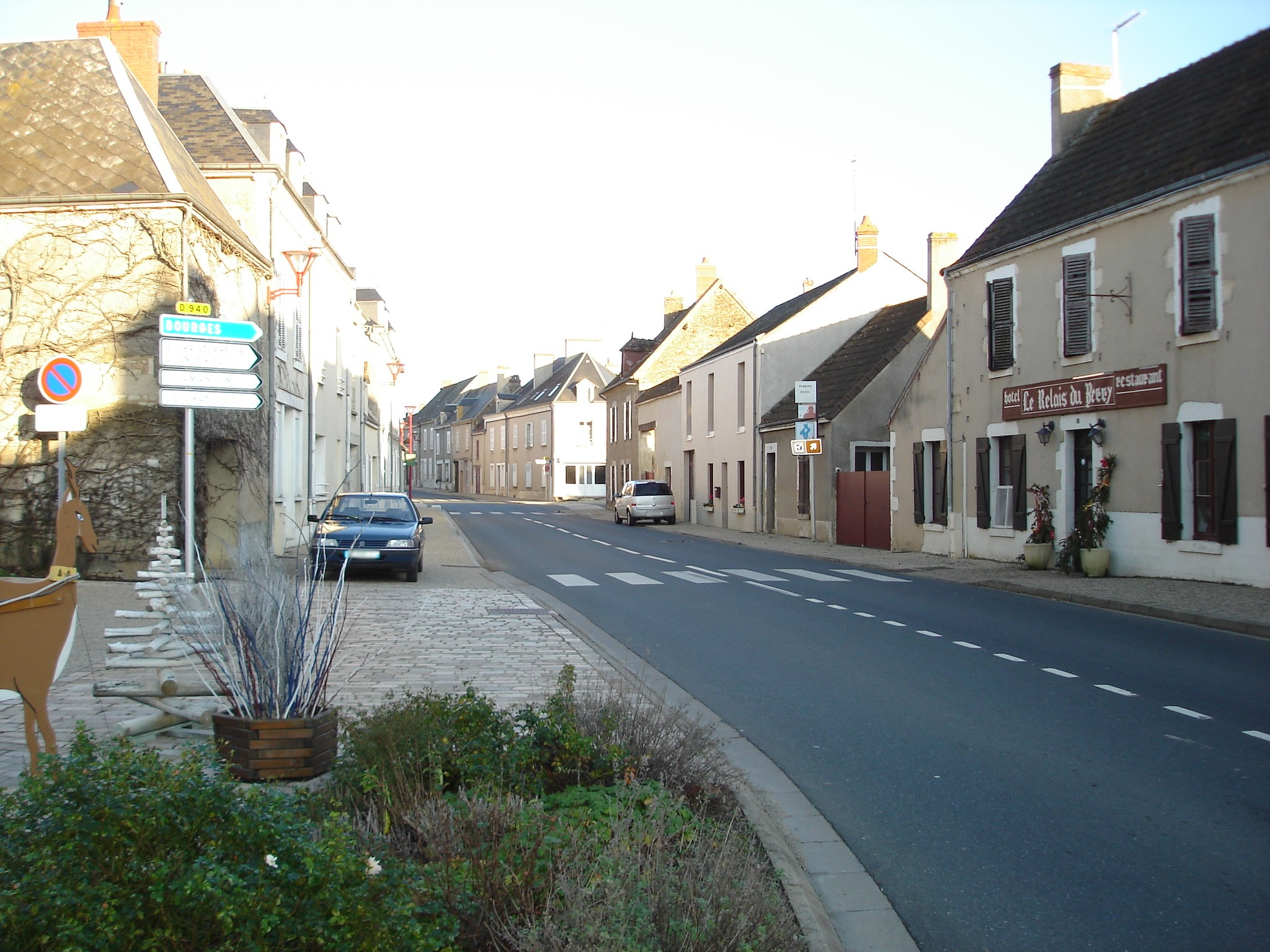
La route de La Châtre en 2012.
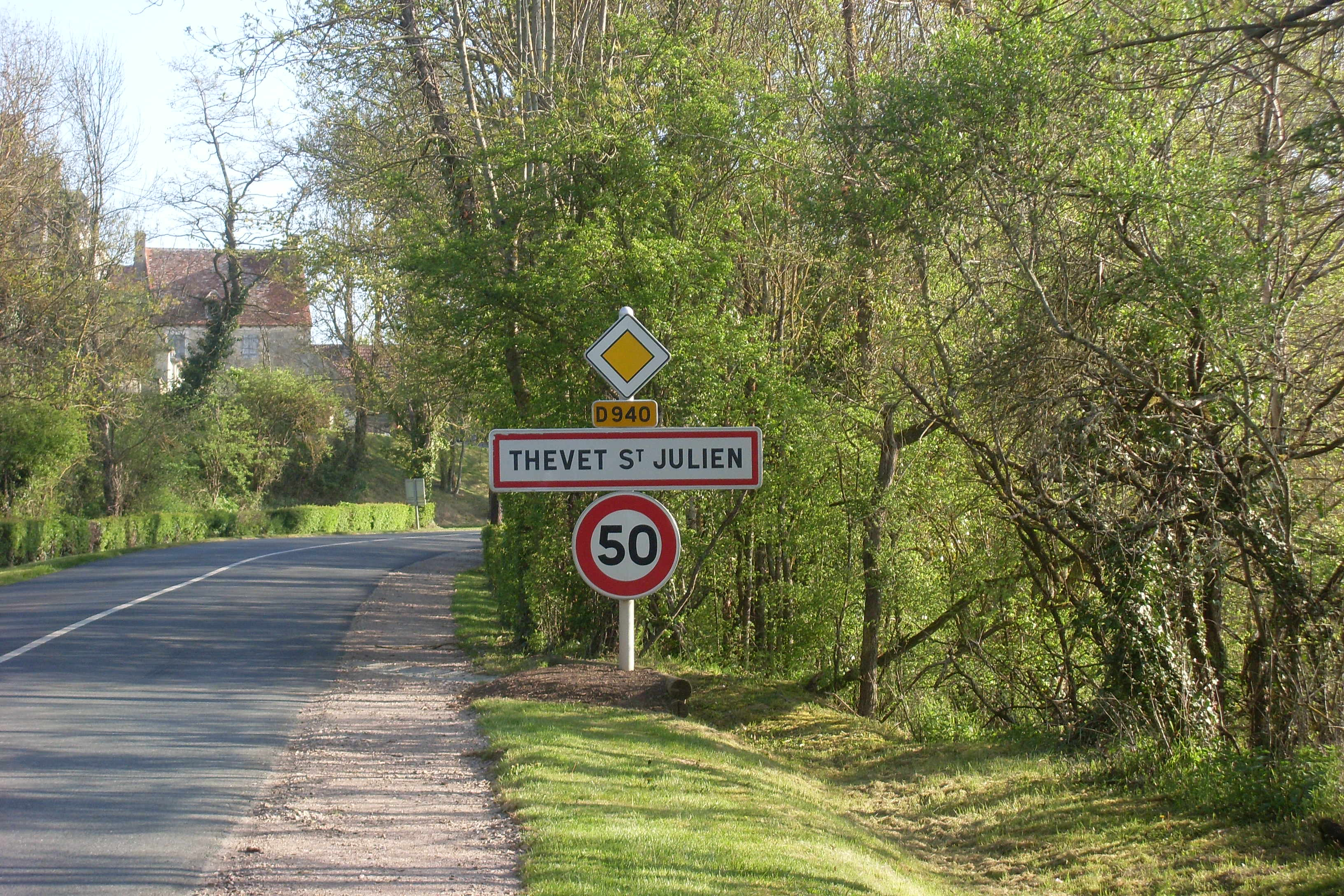
Le panneau d'entrée d’agglomération en 2011.

## Urbanisme

### Typologie
Au 1er janvier 2024, Thevet-Saint-Julien est catégorisée commune rurale à habitat très dispersé, selon la nouvelle grille communale de densité à sept niveaux définie par l'Insee en 2022.
Elle est située hors unité urbaine. Par ailleurs la commune fait partie de l'aire d'attraction de La Châtre, dont elle est une commune de la couronne,. Cette aire, qui regroupe 14 communes, est catégorisée dans les aires de moins de 50 000 habitants,.

### Occupation des sols
L'occupation des sols de la commune, telle qu'elle ressort de la base de données européenne d’occupation biophysique des sols Corine Land Cover (CLC), est marquée par l'importance des territoires agricoles (93,9 % en 2018), une proportion sensiblement équivalente à celle de 1990 (93,7 %). La répartition détaillée en 2018 est la suivante : 
prairies (48,3 %), terres arables (35,8 %), zones agricoles hétérogènes (9,8 %), forêts (5 %), zones urbanisées (0,8 %), milieux à végétation arbustive et/ou herbacée (0,3 %). L'évolution de l’occupation des sols de la commune et de ses infrastructures peut être observée sur les différentes représentations cartographiques du territoire : la carte de Cassini (XVIIIe siècle), la carte d'état-major (1820-1866) et les cartes ou photos aériennes de l'IGN pour la période actuelle (1950 à aujourd'hui).

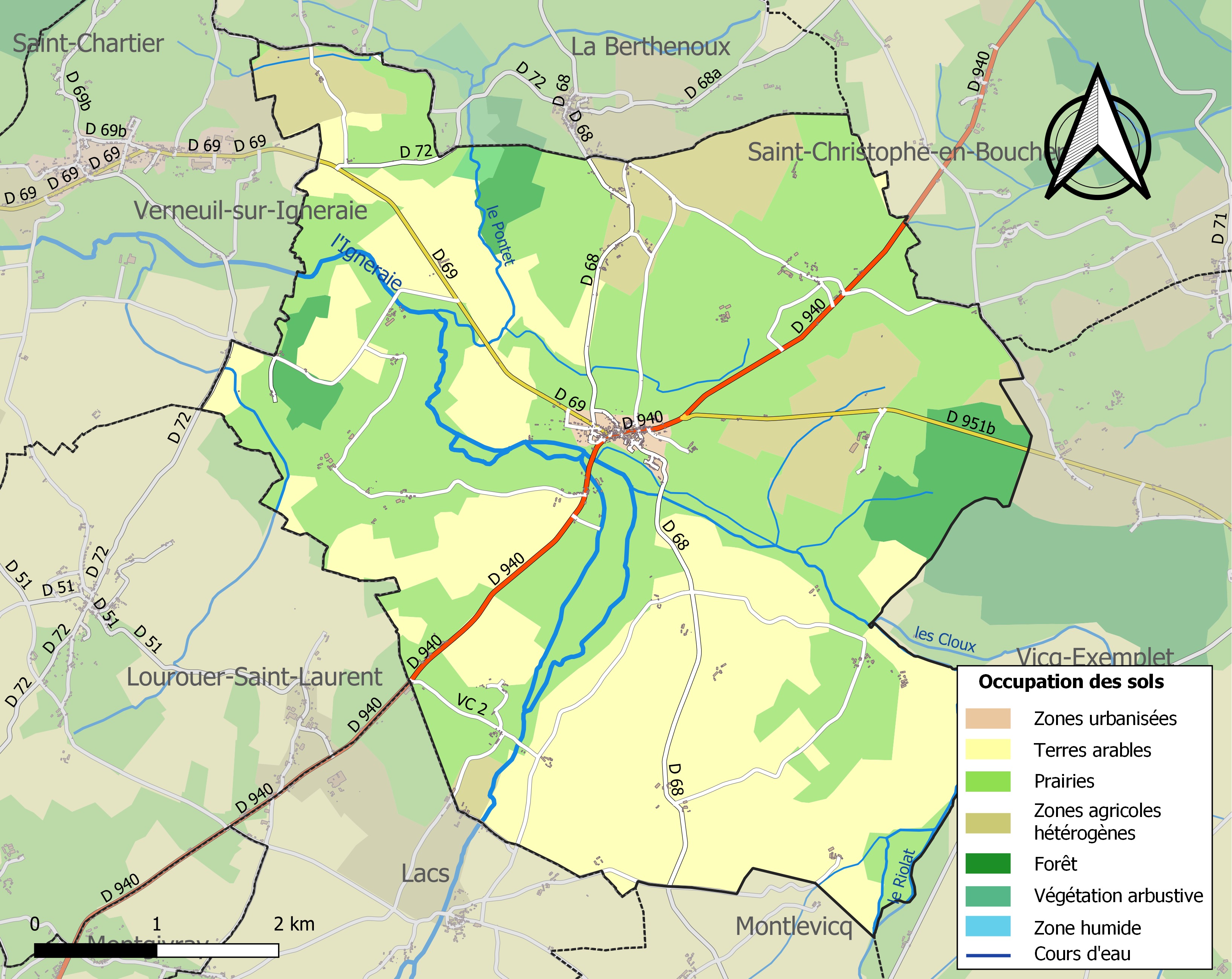
Carte des infrastructures et de l'occupation des sols de la commune en 2018 (CLC).

### Logement
Le tableau ci-dessous présente le détail du secteur des logements de la commune :
| Date du relevé                                              | 2013   |
| Nombre total de logements                                   | 261    |
| Résidences principales                                      | 79,9 % |
| Résidences secondaires                                      | 9,5 %  |
| Logements vacants                                           | 10,6 % |
| Part des ménages propriétaires de leur résidence principale | 78,3 % |

### Risques majeurs
Le territoire de la commune de Thevet-Saint-Julien est vulnérable à différents aléas naturels : météorologiques (tempête, orage, neige, grand froid, canicule ou sécheresse), mouvements de terrains et séisme (sismicité faible). Un site publié par le BRGM permet d'évaluer simplement et rapidement les risques d'un bien localisé soit par son adresse soit par le numéro de sa parcelle.

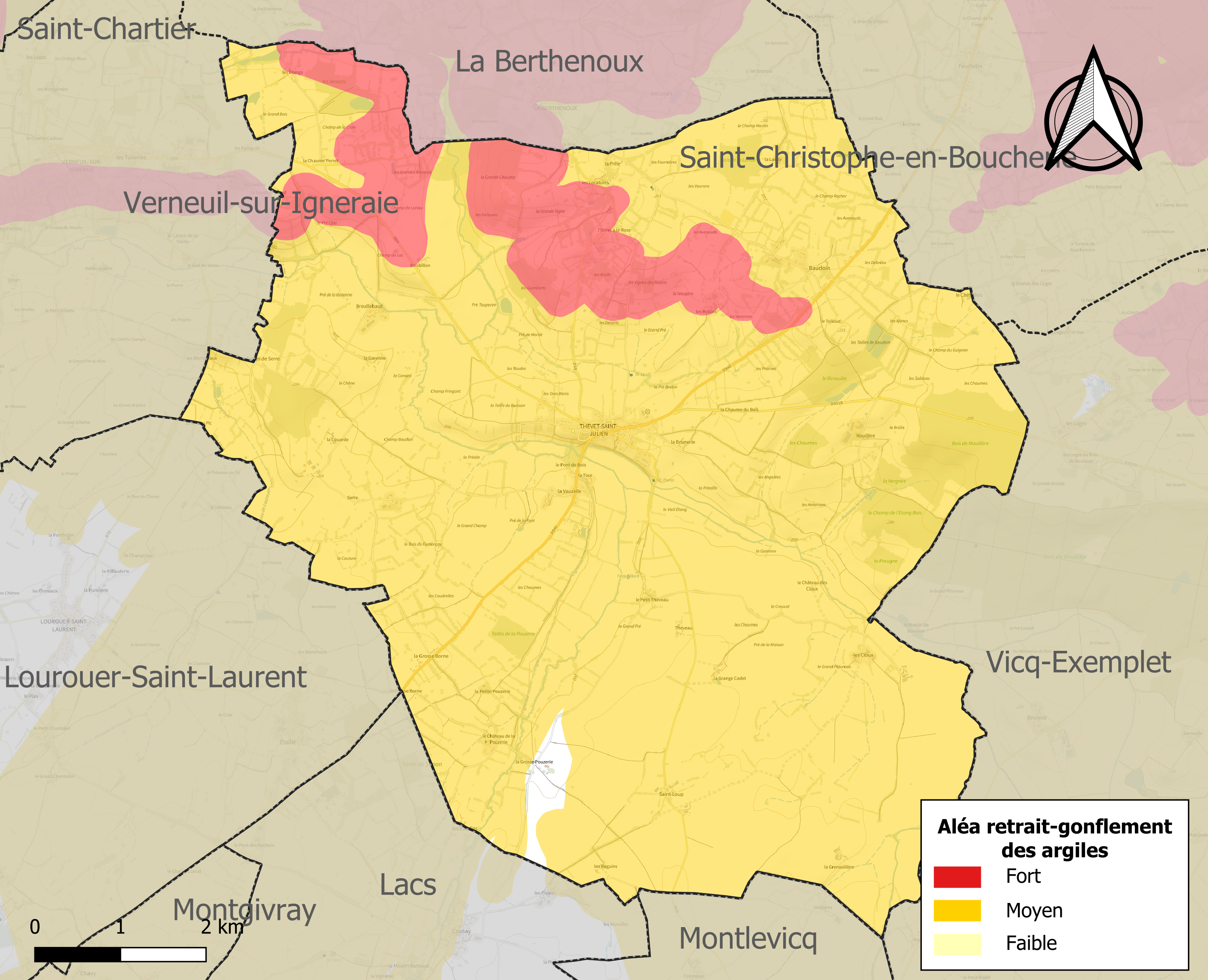
Carte des zones d'aléa retrait-gonflement des sols argileux de Thevet-Saint-Julien.

Les mouvements de terrains susceptibles de se produire sur la commune sont des tassements différentiels.
Le retrait-gonflement des sols argileux est susceptible d'engendrer des dommages importants aux bâtiments en cas d’alternance de périodes de sécheresse et de pluie. 99,2 % de la superficie communale est en aléa moyen ou fort (84,7 % au niveau départemental et 48,5 % au niveau national). Sur les 280 bâtiments dénombrés sur la commune en 2019, 279 sont en aléa moyen ou fort, soit 100 %, à comparer aux 86 % au niveau départemental et 54 % au niveau national. Une cartographie de l'exposition du territoire national au retrait gonflement des sols argileux est disponible sur le site du BRGM,.
Concernant les mouvements de terrains, la commune a été reconnue en état de catastrophe naturelle au titre des dommages causés par la sécheresse en 1989, 1991, 1993, 2016, 2018 et 2019 et par des mouvements de terrain en 1999.

## Toponymie
Le nom de la localité est attesté sous les formes Capella Sancti Juliani en 1212, de Theveio en 1230, Sancti Juliani de Tevayo en 1327, de Teveyo en 1351, Ecclesia Sancti Juliani de Theveio en 1648.
Durant la Révolution française, pour suivre le décret de la Convention du 25 vendémiaire an II invitant les communes ayant des noms pouvant rappeler les souvenirs de la royauté, de la féodalité ou des superstitions, à les remplacer par d'autres dénominations, la commune, alors nommée Saint-Julien-de-Thevet, change provisoirement de nom pour Thevet-sur-Baudouin..
En 1818, la commune prend son nom actuel à l'occasion de l'absorption de la commune voisine de Saint-Martin-de-Thevet ; cette dernière porta provisoirement, au cours de la Révolution française, le nom de Thevet-les-Étangs

## Histoire
Au recensement de 1806, les populations étaient respectivement de 324 habitants pour Saint-Julien et de 263 pour Saint-Martin.

## Politique et administration
La commune dépend de l'arrondissement de La Châtre, du canton de La Châtre, de la deuxième circonscription de l'Indre et de la communauté de communes de La Châtre et Sainte-Sévère.
Elle dispose d'un bureau de poste.
| Période                                  | Période   | Identité       | Étiquette | Qualité     |
| ---------------------------------------- | --------- | -------------- | --------- | ----------- |
| mars 1983,                               | mars 2014 | René Lory      | ?         | Retraité    |
| mars 2014                                | En cours  | Antoine Michot | DVD       | Agriculteur |
| Les données manquantes sont à compléter. |           |                |           |             |

## Population et société

### Démographie
L'évolution du nombre d'habitants est connue à travers les recensements de la population effectués dans la commune depuis 1793. Pour les communes de moins de 10 000 habitants, une enquête de recensement portant sur toute la population est réalisée tous les cinq ans, les populations de référence des années intermédiaires étant quant à elles estimées par interpolation ou extrapolation. Pour la commune, le premier recensement exhaustif entrant dans le cadre du nouveau dispositif a été réalisé en 2006.

En 2022, la commune comptait 395 habitants, en évolution de +1,02 % par rapport à 2016 (Indre : −3 %, France hors Mayotte : +2,11 %).
| 1793 | 1800 | 1806 | 1821 | 1831 | 1836 | 1841 | 1846 | 1851 |
| ---- | ---- | ---- | ---- | ---- | ---- | ---- | ---- | ---- |
| 300  | 332  | 324  | 597  | 630  | 967  | 946  | 991  | 986  |

| 1856 | 1861  | 1866 | 1872  | 1876 | 1881  | 1886  | 1891 | 1896 |
| ---- | ----- | ---- | ----- | ---- | ----- | ----- | ---- | ---- |
| 997  | 1 024 | 963  | 1 001 | 971  | 1 006 | 1 025 | 983  | 993  |

| 1901 | 1906  | 1911 | 1921 | 1926 | 1931 | 1936 | 1946 | 1954 |
| ---- | ----- | ---- | ---- | ---- | ---- | ---- | ---- | ---- |
| 996  | 1 031 | 969  | 837  | 834  | 764  | 792  | 730  | 725  |

| 1962 | 1968 | 1975 | 1982 | 1990 | 1999 | 2006 | 2011 | 2016 |
| ---- | ---- | ---- | ---- | ---- | ---- | ---- | ---- | ---- |
| 669  | 637  | 552  | 468  | 507  | 455  | 484  | 450  | 391  |

| 2021 | 2022 | - | - | - | - | - | - | - |
| ---- | ---- | - | - | - | - | - | - | - |
| 391  | 395  | - | - | - | - | - | - | - |

### Enseignement
La commune dépend de la circonscription académique de La Châtre.

### Équipement culturel
Elle dispose aussi d'une salle des fêtes.

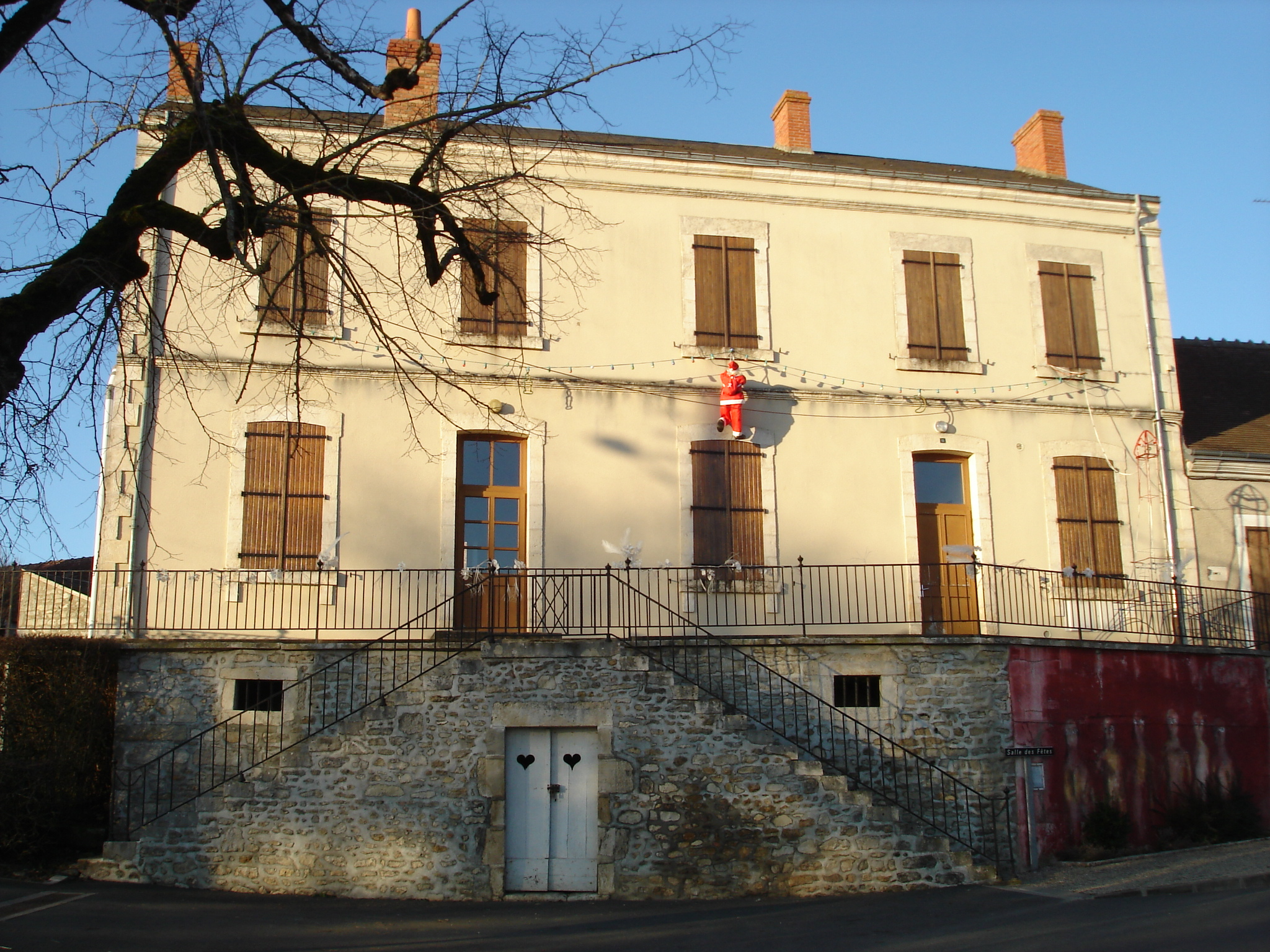
La salle des fêtes en 2012.

### Médias
La commune est couverte par les médias suivants : La Nouvelle République du Centre-Ouest, Le Berry républicain, L'Écho - La Marseillaise, La Bouinotte, Le Petit Berrichon, L'Écho du Berry, France 3 Centre-Val de Loire, Berry Issoudun Première, Vibration, Forum, France Bleu Berry et RCF en Berry.

## Économie
La commune se situe dans la zone d’emploi de Châteauroux et dans le bassin de vie de La Châtre.
La commune se trouve dans l'aire géographique et dans la zone de production du lait, de fabrication et d'affinage du fromage Valençay.

## Culture locale et patrimoine

### Lieux et monuments
- Église Saint-Julien
- Monument aux morts
- Musée des Racines[38]

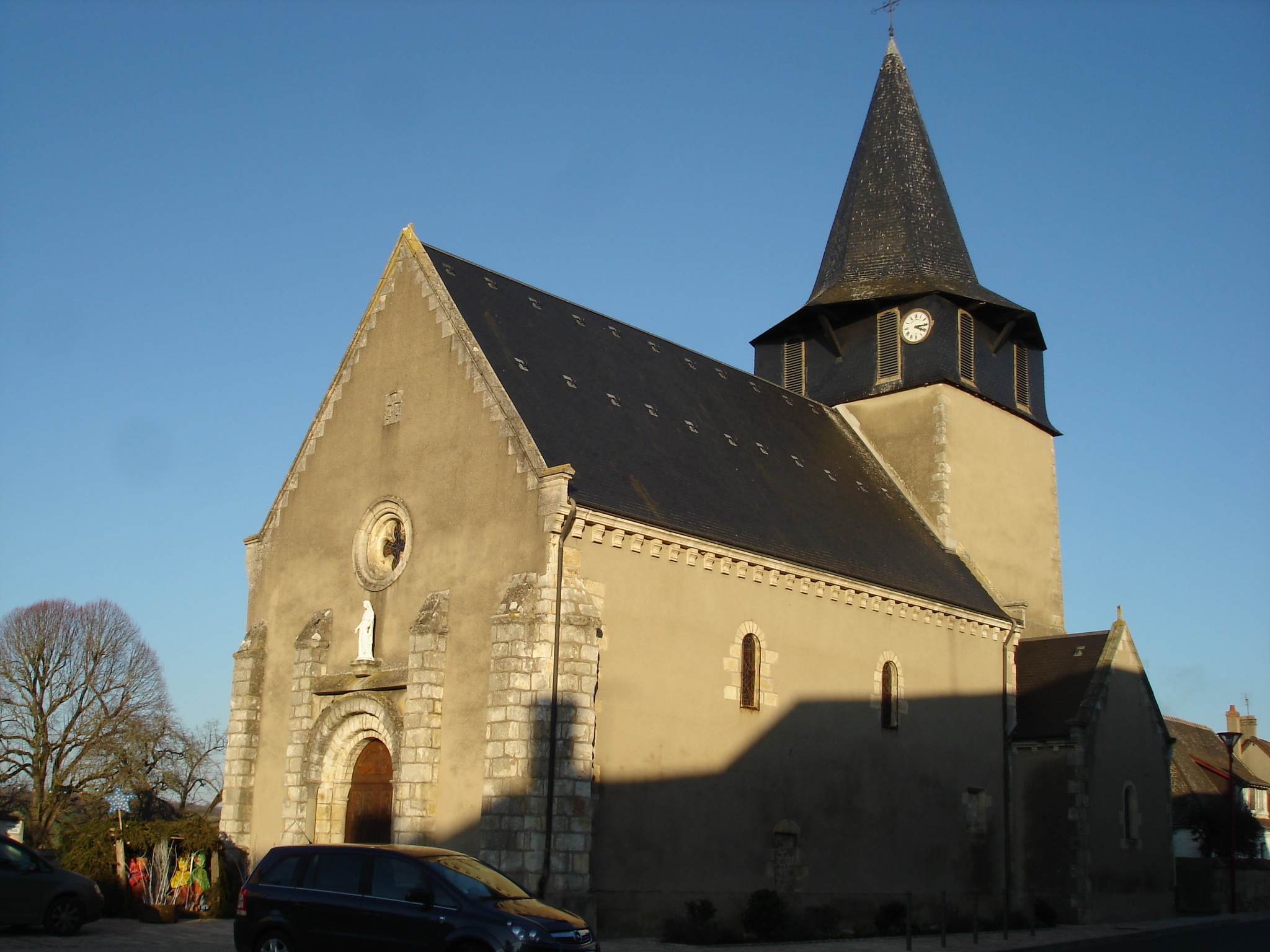
L'église Saint-Julien en 2012.
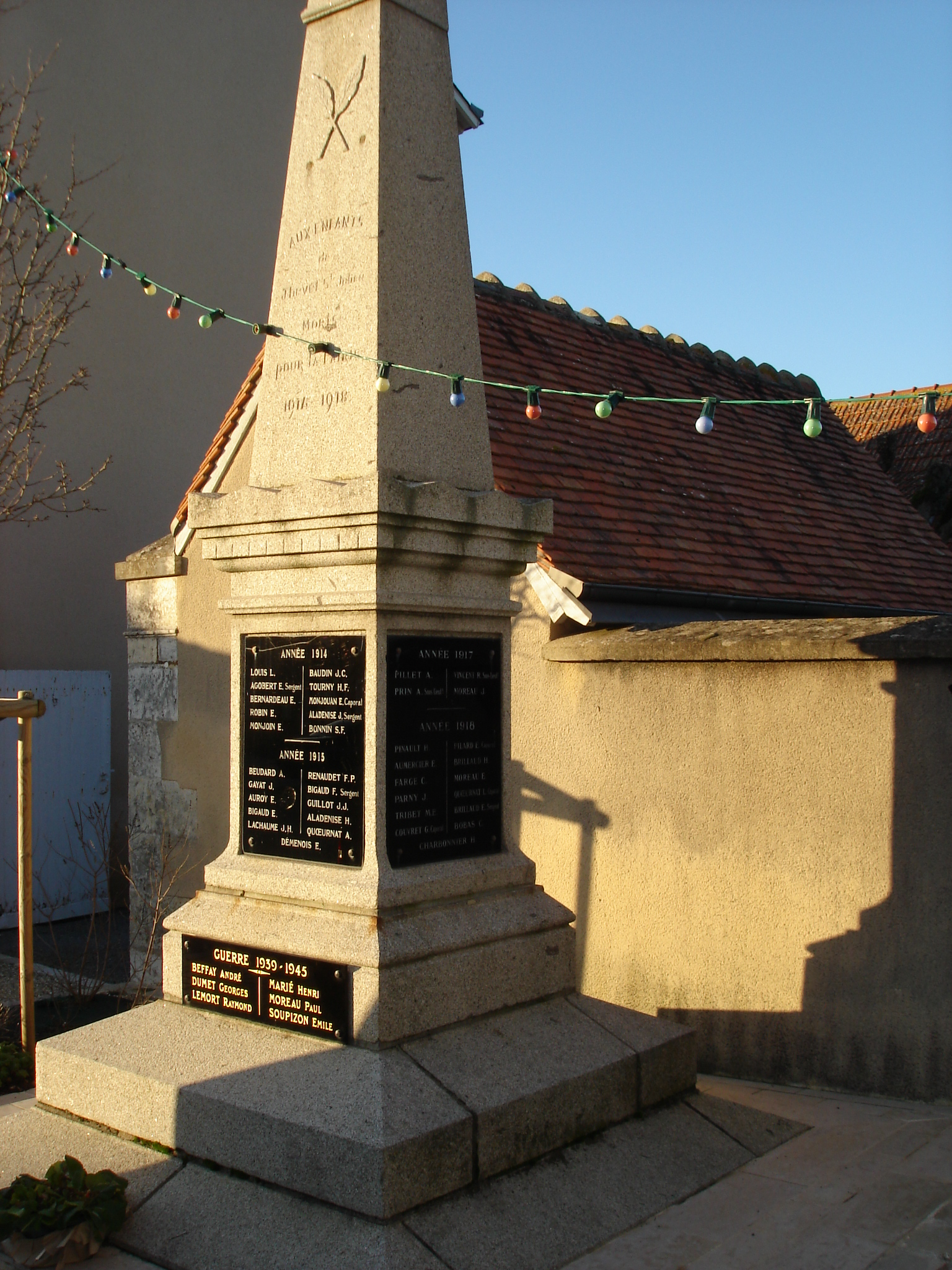
Le monument aux morts en 2012.

### Personnalités liées à la commune
- Raoul Adam (1891-1948), peintre berrichon. Il a vécu un temps à Thevet-Saint-Julien et en a peint les paysages.

### Labels et distinctions
Thevet-Saint-Julien a obtenu au concours des villes et villages fleuris une fleur en : 2011, 2013, 2014, 2015 et 2016.